# Dolbina elegans
Dolbina elegans is een vlinder uit de familie van de pijlstaarten (Sphingidae). 
De soort komt voor van Zuidoost-Europa tot het noorden van Iran.
De wetenschappelijke naam van de soort werd in 1912 gepubliceerd door Otto Bang-Haas.